# Pridolien
Cet article court présente un sujet plus développé dans : Pridoli (série).
Stratigraphie
Ludfordien Lochkovien
Ludlow Dévonien inférieur
Le terme « Pridolien » est parfois utilisé pour nommer ce qui serait l'unique étage de la série Pridoli.
En fait, la nomenclature internationale ne définit aucun étage au sein de la série du Pridoli. La plus petite subdivision de la charte stratigraphique internationale pour l'intervalle de 423,0 ± 2,3 à 419,2 ± 3,2 millions d'années est la série (ou époque) du Pridoli,,,.